# Declieuxia rhexioides
Declieuxia rhexioides là một loài thực vật có hoa trong họ Thiến thảo. Loài này được Mart. & Zucc. mô tả khoa học đầu tiên năm 1827.